# موش جنگلی دم‌پشمی
موش جنگلی دم‌پشمی (نام علمی: Neotoma cinerea) نام یک گونه از سرده موش کپه‌ساز است.